# Federalizm
Federalizm – przeciwieństwo unitaryzmu (tj. dążenia do utworzenia hegemonialnego państwa) i centralizmu (tj. dążności do podporządkowania jednemu ośrodkowi władzy). Zakłada on, że władza, i procesy decyzyjne są podejmowane na tyle blisko danych społeczności, na ile jest to możliwe.
Idee i postulaty federalizmu uzasadniają rozwiązanie problemów gospodarczych, politycznych i narodowościowych przez tworzenie państw złożonych lub związków państw. Przeciwieństwem państw złożonych są jednolite – unitarne (np. Polska, Bułgaria, Finlandia). Związki między państwami lub państwa złożone mogą występować w formie unii personalnej, unii realnej, konfederacji i federacji.

## Charakterystyka
państwa unitarne
     federacje

państwa unitarne
federacje

Centralizacji ulegają tylko te dziedziny życia społecznego, gdzie jest to konieczne. Są to przede wszystkim: polityka zewnętrzna, obronna oraz polityka gospodarcza. Zadania, które nie muszą być kompetencją rządu centralnego, są przekazywane regionom. Federalizm polega na rozdziale suwerenności między federację oraz jej części składowe, noszące różne nazwy w zależności od kraju. Są to stany (w dawnej polszczyźnie: „państwa”) w USA, Australii i federacjach latynoamerykańskich (Argentyna, Brazylia, Meksyk, Wenezuela), prowincje w Kanadzie, kantony w Szwajcarii, kraje związkowe w RFN i Austrii. Stolice są często wyjęte spod ustroju federalnego i stanowią dystrykt federalny podległy bezpośrednio władzy centralnej.

## Federalizm na świecie
Państwa federalne to m.in.: Stany Zjednoczone, Kanada, Niemcy, Szwajcaria, Austria, Argentyna, Belgia. Rzeczpospolita Obojga Narodów była państwem o charakterze federalnym. III Rzeczpospolita jest już państwem o unitarnej formie organizacji terenowej.